# Acid psilic
Acidul psilic (cunoscut și sub denumirea de acid tritriacontanoic, acid pislostearic sau acid ceromelisic) este un acid carboxilic liniar cu formula de structură restrânsă CH3-(CH2)31-COOH. Este un acid gras saturat, având 33 atomi de carbon. Se găsește în anumite tipuri de ceruri, în special cele produse de insecte. Denumirea provine de la specia Psylla alni.